# Лицарський хрест Залізного хреста
Лицарський хрест Залізного хреста (нім. Ritterkreuz des Eisernen Kreuzes) або спрощено Лицарський хрест (нім. Ritterkreuz) — вищий ступінь військового ордена Залізного хреста, що була введена 1 вересня 1939 з початком Другої світової війни з відновленням у Третьому Рейху ордена Залізного хреста, який існував у нагородній системі Німеччини з 1813 року. Лицарський хрест Залізного хреста вручався військовослужбовцям Збройних сил Німеччини та інших воєнізованих організацій країни, а також військовикам союзних держав, на знак визнання проявленої ними надзвичайної хоробрості та відваги на полі бою або за видатні успіхи воєначальників у керівництві військами під час бойових дій. У нагородній системі нацистської Німеччини орден посідав друге місце після Великого хреста Залізного хреста (нім. Großkreuz des Eisernen Kreuzes), нагородження яким сталося лише одного разу, коли Великий хрест був вручений другому після А.Гітлера лідеру нацистів Г.Герінгу за значні заслуги у відбудові німецьких військово-повітряних сил (Люфтваффе) на посаді їх головнокомандувача. По-суті, Лицарський хрест був найвищою та найпочеснішою нагородою для усіх військовиків Німеччини у роки Другої світової війни.
Відзнака ордена Лицарського хреста за розміром була дещиця завбільшки Залізного хреста й на відміну від нього носилася на орденській стрічці на шиї. Перше офіційне нагородження орденом сталося 30 вересня 1939, коли фюрер особисто вручив нагороди тим, хто відзначився у Польській кампанії. Згодом для заохочення кавалерів Лицарського хреста були введені вищі ступені. 3 червня 1940 засновано другий ступінь — Лицарський хрест Залізного хреста з дубовим листям (нім. Ritterkreuz des Eisernen Kreuzes mit Eichenlaub), 28 вересня 1941 — третій — Лицарський хрест Залізного хреста з дубовим листям та мечами (нім. Ritterkreuz des Eisernen Kreuzes mit Eichenlaub und Schwertern) та четвертий ступені — Лицарський хрест Залізного хреста з дубовим листям, мечами та діамантами (нім. Ritterkreuz des Eisernen Kreuzes mit Eichenlaub, Schwertern und Brillanten). 29 грудня 1944 засновано останній найвищий ступінь — Лицарський хрест Залізного хреста з Золотим дубовим листям, мечами та діамантами (нім. Ritterkreuz des Eisernen Kreuzes mit goldenem Eichenlaub, Schwertern und Brillanten).
Найпоширенішим було нагородження власно Лицарським хрестом — усього за час існування ордена, ним було нагороджено 7 364 особи. За станом на 1986 рік, «Асоціація кавалерів Лицарського хреста» (нім. Ordensgemeinschaft der Ritterkreuzträger des Eisernen Kreuzes e.V. (OdR) визнавала законними нагородження 7 321 кавалера громадянина Німеччини, що перебували у складі Вермахту (Сухопутні війська, Крігсмаріне, Люфтваффе), Ваффен-СС, Імперської служби праці та фольксштурму), а також 43 іноземців: 18 румунів, 9 італійців, 8 угорців, 2 іспанців, 2 японців, 2 словаків, 2 фінів. Серед нагороджених осіб належали до Сухопутних військ Німеччини — 4777, Люфтваффе — 1787, Крігсмаріне — 318, Ваффен-СС — 459 та 1 особа до Імперської служби праці (Гайнц Корн).
Аналіз федеральних архівів свідчить, що офіційне число нагороджених де-факто та де-юре становить 7 161 чоловік. Асоціація вважає, що 890 кавалерів удостоєні ордена Лицарського хреста Залізного хреста з дубовим листям (8 — військовослужбовці іноземних армій), хоча державні архіви не підтверджують дані на 27 чоловік з них. Ще 160 військовиків удостоєні Лицарського хреста Залізного хреста з дубовим листям та мечами, в тому числі одне нагородження посмертно японського адмірала Ісороку Ямамото; федеральний архів не має достеменних даних на 13 кавалерів. Лицарського хреста Залізного хреста з дубовим листям, мечами та діамантами удостоєні 27 кавалерів. Найвищого ступеня ордена Лицарського хреста Залізного хреста з Золотим дубовим листям, мечами та діамантами 29 грудня 1944 удостоївся тільки один Ганс-Ульріх Рудель.
Останнє нагородження, що мало юридичну силу, мало статися до 23:01 8 травня 1945 за Центральноєвропейським часом за умовами, коли капітуляція Німеччини вступала в силу. Однак, декілька нагороджень проведені вже після цього часу, найостанніше 17 червня 1945; проте, де-юре усі вони вважаються незаконними.
Із заснуванням Федеративної Республіки Німеччини федеральними законами країни використання та публічне носіння нацистської символіки було заборонене. В 1957 році німецький уряд дозволив носіння нагород Третього Рейху за умови видалення свастики, на Лицарському хресті замість неї встановлювали дубове листя.

## Історичне підґрунтя

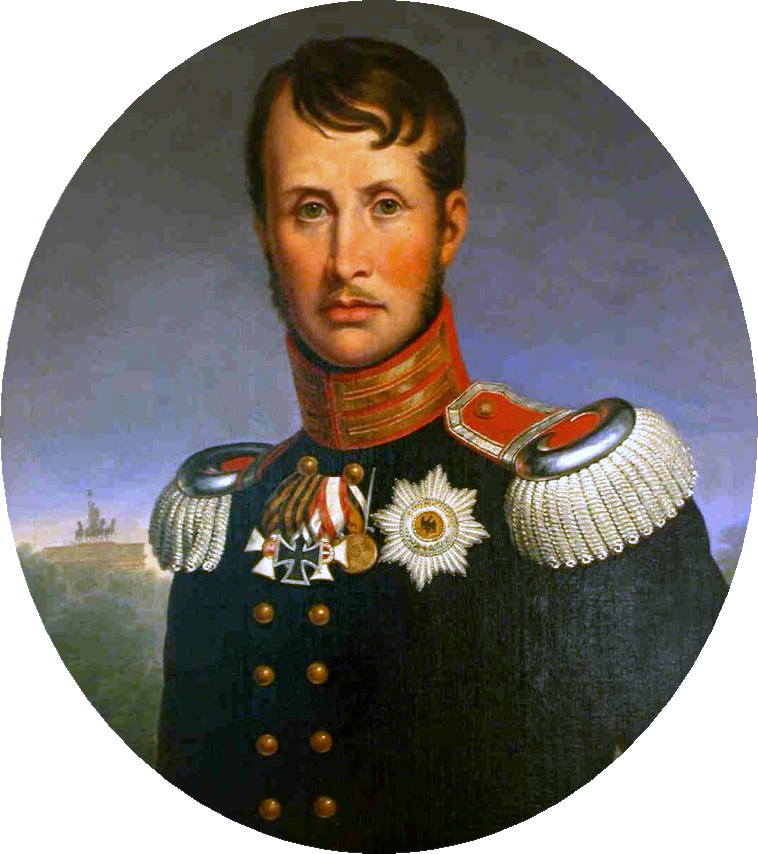
Прусський король Фрідріх-Вільгельм III

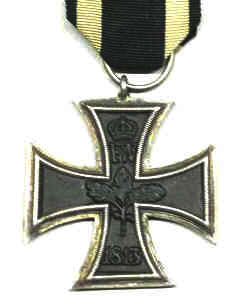
Залізний хрест 1813 року

З початком німецької війни за незалежність 1813 року під час Наполеонівських війн, прусський король Фрідріх-Вільгельм III заснував нагороду для заохочення тих вояків, що відзначилися у битвах з французькими окупантами — Залізний хрест. 13 березня 1813 року німецький художник Карл Фрідріх Шинкель отримав королівське замовлення на розробку дизайну металевої відзнаки у формі німецького хреста. Декрет про створення ордена був прив'язаний 10 березня 1813 року, до дати народження королівської дружини Луїзи-Амалії, котра померла у 1810 році. Матеріалом було обрано залізо, як символ непокори окупантам та міцності духа німецького народу тієї епохи. Прусська держава розгорнула кампанію, спрямовану на відродження патріотизму, намагаючись згуртувати своїх громадян та надати відсіч французьким загарбникам. Для збору коштів на боротьбу з Наполеоном король звернувся до багатих верств населення країни та віддати свої коштовності, щоб фінансово підтримати визвольну боротьбу німецького народу, а на знак визнання отримати чавунні кільця або дамські брошки, з написами: «Золото в обмін на залізо» або «Золото на захист, залізо для честі».
Спочатку нагородження Залізним хрестом здійснювалося тільки в ті періоди, коли Пруссія перебувала в стані війни. Формально процедура присвоєння кавалерам цього ордену потребувала офіційного відновлення головою держави статусу нагороди, про що на нижній лицьовій стороні ордена свідчив рік вручення Залізного хреста, коли вона відновлювалася. Після наполеонівських війн Залізний хрест був двічі відновлений. Перший раз це сталося 19 липня 1870 у зв'язку з франко-прусською війною, а друге оновлення трапилося 5 серпня 1914, з початком Першої світової війни.
У 1914 році Залізний хрест залишався в нагородній системі Прусського королівства, однак від імені кайзера усі військовики з інших держав Німецької імперії могли отримувати цю нагороду за видатні заслуги на полі бою. З 16 березня 1915 року положення про статус ордена було доповнено і можливість отримати цю нагороду здобули військові інших держав, що билися на боці Німеччини у світовій війні. За часів Великої війни Залізний хрест мав три ступені: Залізний хрест 2-го класу (нім. Eisernes Kreuz 2. Klasse), Залізний хрест 1-го класу (нім. Eisernes Kreuz 1. Klasse) та вищий ступінь — Великий хрест Залізного хреста (нім. Großkreuz des Eisernen Kreuzes). Однак, у положенні про нагородження цими відзнаками існувала деяка диспропорція. Так, Залізними хрестами 2-го та 1-го класу нагороджувалися усі військовики від солдата до фельдмаршала, водночас Великим хрестом міг бути нагороджений тільки головнокомандувач вищого рангу за успішне проведення стратегічної битви чи кампанії. Частково такій пробіл у системі нагородження заповнювався іншими орденами та хрестами Німецької імперії, що мали за мету відзначити найбільш заслужених солдатів, офіцерів та генералів за проявлену мужність, сміливість, самопожертву та інші прояви героїзму в битві, а також за лідерські якості командирів усіх рангів. Одними з найвідоміших відзнак того часу були Pour le Mérite та орден дому Гогенцоллернів, які вручалися тільки офіцерському корпусу. Найвищою нагородою для солдатів та сержантського складу був прусський Золотий військовий хрест «За заслуги» (нім. Goldenes Militär-Verdienstkreuz).

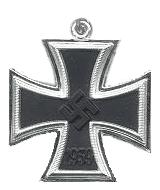
Великий хрест Залізного хреста 1939 року

## Заснування Лицарського хреста
1 вересня 1939, через кілька годин після початку Другої Світової війни, рейсхсканцлер і Верховний головнокомандувач збройними силами Німеччини А. Гітлер підписав указ про відновлення славетного прусського ордена Залізного хреста. Цей законодавчий документ також підписали начальник штабу Верховного головнокомандування збройними силами Німеччини генерал-полковник Вільгельм Кейтель, рейхсміністр внутрішніх справ Вільгельм Фрік та рейхсміністр і голова президентської канцелярії фюрера Отто Мейснер.
Легальним підґрунтям для заснування нової нагороди був § 3 закону Німеччини про титули, нагороди та почесні відзнаки від 1 липня 1937 року, у відповідності до якого тільки фюрер і рейхсканцлер мав право нагороджувати орденами, титулами й почесними званнями.
Затверджений фюрером новий статут нагороди в основному повторював основні положення відповідних документів 1813, 1870 і 1914 років, проте, разом з цим, містив ряд істотних змін і доповнень. Головною відмінністю нового статуту ордена стало те, що вперше за свою 126-річну історію Залізний хрест формально став загальнонімецькою, або точніше, німецькою загальнонаціональною нагородою, заснованою фюрером Німеччини і такою, що вручалася від його імені. До того ж, Гітлер заснував нову нагороду, котра заповнювала історичний пробіл між Залізним хрестом 1-го класу та Великим хрестом — Лицарський хрест. Попри те, що подібного ступеня ордена раніше не існувало, за часів Другої світової війни Лицарський хрест став, мабуть, найвідомішою і найшанованішою нагородою ІІІ Рейху, порівнюваною за значущістю з легендарним кайзерівським орденом Pour le Mérite, але з тією суттєвою різницею, що, на відміну від останнього, його кавалером міг стати навіть простий солдат.
Статут Залізного хреста, а разом з ним й Лицарського, був значно розширений і розповсюджувався не тільки на військовослужбовців німецької армії та флоту, а й також на представників різних воєнізованих (СС, поліція) і напіввійськових (СА, НСКК, НСФК, Гітлерюгенд, РАД, ОТ, пожежники, залізничники тощо) організацій та формувань, які діяли спільно з Вермахтом або надавали йому безпосередню підтримку. Більш того, указом скасовувався поділ нижчих ступенів ордена на два підвиди: за бойові та небойові заслуги. 18 жовтня 1939 замість останнього з них був заснований так званий Хрест Воєнних заслуг, і, таким чином, Залізний хрест став, у всякому разі формально, виключно бойовою відзнакою.
Статус нагороди передбачав нагородження нею військовослужбовця будь-якого рангу, від головнокомандувачів видів збройних сил до рядового солдата за прояву акту героїзму на полі бою. Але на відміну від нагородження хрестами 2-го і 1-го ступеня, що мали отримали вищі офіцери збройних сил на посаді, не нижчій від командира дивізії, право нагородження Лицарським хрестом і Великим хрестом Залізного хреста фюрер залишив за собою.

## Інсигнія
Лицарський хрест Залізного хреста зовні відповідав Залізному хресту 1-го класу, але відрізнявся тим, що він був трохи більший за розміром, і носився на чорно-біло-червоній орденській стрічці (в кольорах Рейху). Хрест повторював форму і спосіб носіння Великого хреста Залізного хреста на шиї, але замість золотої мав срібну оправу Залізного хреста. Кавалери Лицарського хреста мали право не закривати комір шинелі, щоб нагороду було видно.
Грамоти вручення лицарського хреста виглядали таким чином:
- Лицарський хрест: червона обкладинка із золотим орлом на лицьовій стороні.
- Лицарський хрест з дубовим листям: біла обкладинка із золотим орлом на лицьовій стороні
- Лицарський хрест з дубовим листям та мечами: біла обкладинка з широкою золотою стрічкою і золотим орлом на лицьовій стороні.
- Лицарський хрест з дубовим листям, мечами та діамантами: темно-синя / чорна обкладинка з широкою золотою стрічкою і золотим орлом на лицьовій стороні.
- Лицарський хрест з Золотим дубовим листям, мечами та діамантами: як описано вище, але з золотими дубовими листками замість срібних.

| У внутрішній частині грамоти названі ім'я, прізвище і звання нагородженого. | У внутрішній частині грамоти названі ім'я, прізвище і звання нагородженого. | У внутрішній частині грамоти названі ім'я, прізвище і звання нагородженого. | У внутрішній частині грамоти названі ім'я, прізвище і звання нагородженого. | У внутрішній частині грамоти названі ім'я, прізвище і звання нагородженого.     |
| --------------------------------------------------------------------------- | --------------------------------------------------------------------------- | --------------------------------------------------------------------------- | --------------------------------------------------------------------------- | ------------------------------------------------------------------------------- |
|                                                                             |                                                                             |                                                                             |                                                                             |                                                                                 |
|                                                                             |                                                                             |                                                                             |                                                                             |                                                                                 |
|                                                                             |                                                                             |                                                                             |                                                                             |                                                                                 |
|                                                                             |                                                                             |                                                                             |                                                                             |                                                                                 |
| Лицарський хрест Залізного хреста                                           | Лицарський хрест Залізного хреста з дубовим листям                          | Лицарський хрест Залізного хреста з дубовим листям та мечами                | Лицарський хрест Залізного хреста з дубовим листям, мечами і діамантами     | Лицарський хрест Залізного хреста з Золотим дубовим листям, мечами і діамантами |

### Лицарський хрест Залізного хреста
| Виробник             | PKZ # | LDO # |
| -------------------- | ----- | ----- |
| C. E. Juncker        | 2     | L/12  |
| Otto Schickle        | —     | L/15  |
| Steinhauer & Lück    | 4     | L/16  |
| Klein & Quenzer      | (65)  | L/26  |
| Gebrüder Godet & Co. | 21    | L/50  |
| C. F. Zimmermann     | 20    | L/52  |

Лицарський хрест Залізного хреста утворений на основі акту (Reichsgesetzblatt I S. 1573) від 1 вересня 1939 Наказ про відновлення нагороди Залізного хреста (нім. Verordnung über die Erneuerung des Eisernen Kreuzes). Зовнішній вигляд нової нагороди був практично тотожний старому Залізному хресту. Формою орден нагадував Тамплієрський хрест, хрест, у якого палиці були вужче в центрі і ширше по периметру.
Найбільшим виробником відзнаки Лицарського хреста була компанія «Steinhauer & Lück» у Люденшайді. На тильній стороні Хрестів виробництва компанії «Steinhauer & Lück» ставилася цифра «800», що позначала 800 срібло. Така ж цифра була на застібці для ордена. Хрести «Steinhauer & Lück» за розміром були 48,19 мм завширшки та 54,12 мм у висоту. Вага нагороди разом з застібкою на стрічку становила 28,79 г.

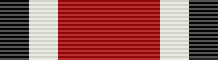
Орденська планка
Орденська планка (варіант)
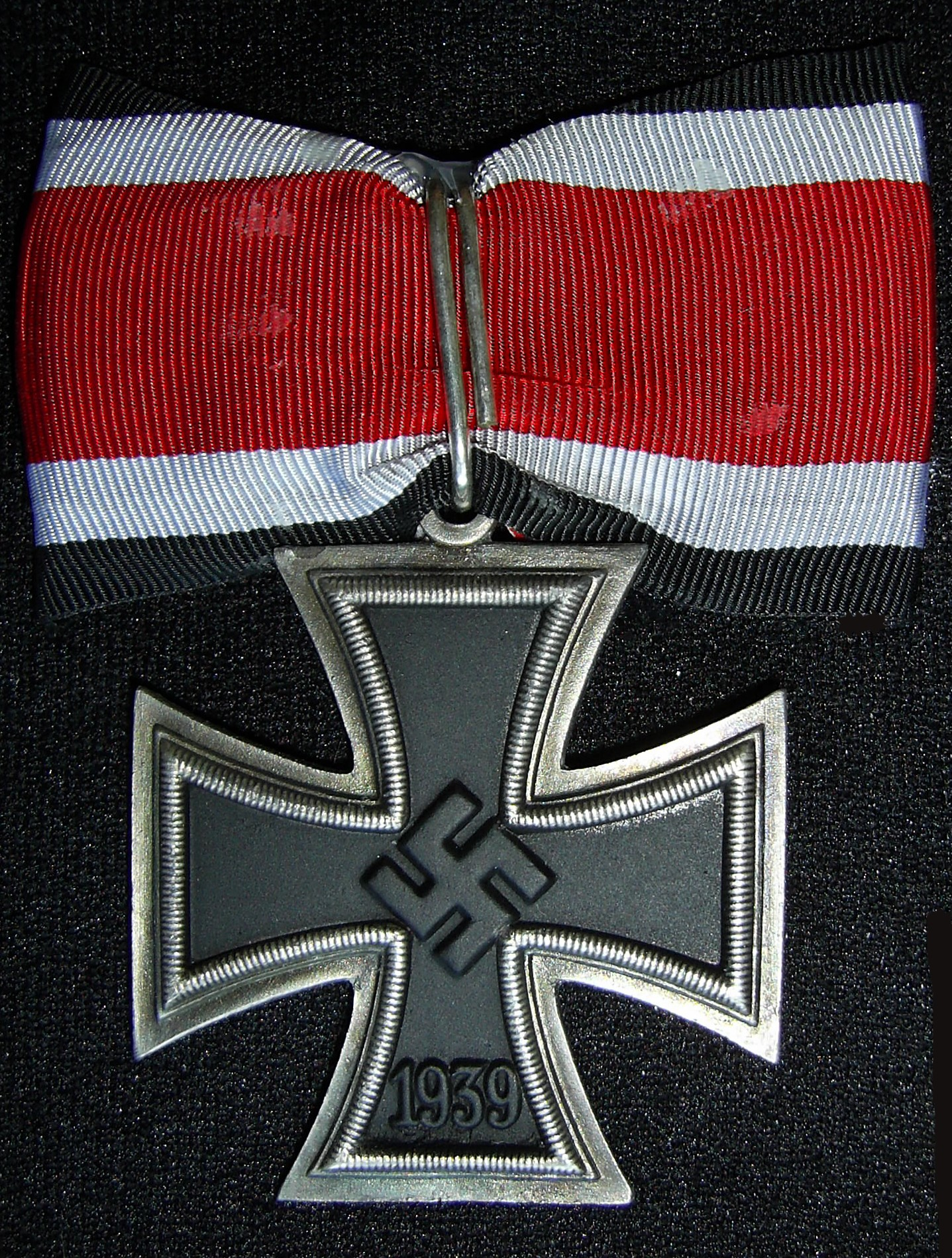
Лицарський хрест Залізного хреста
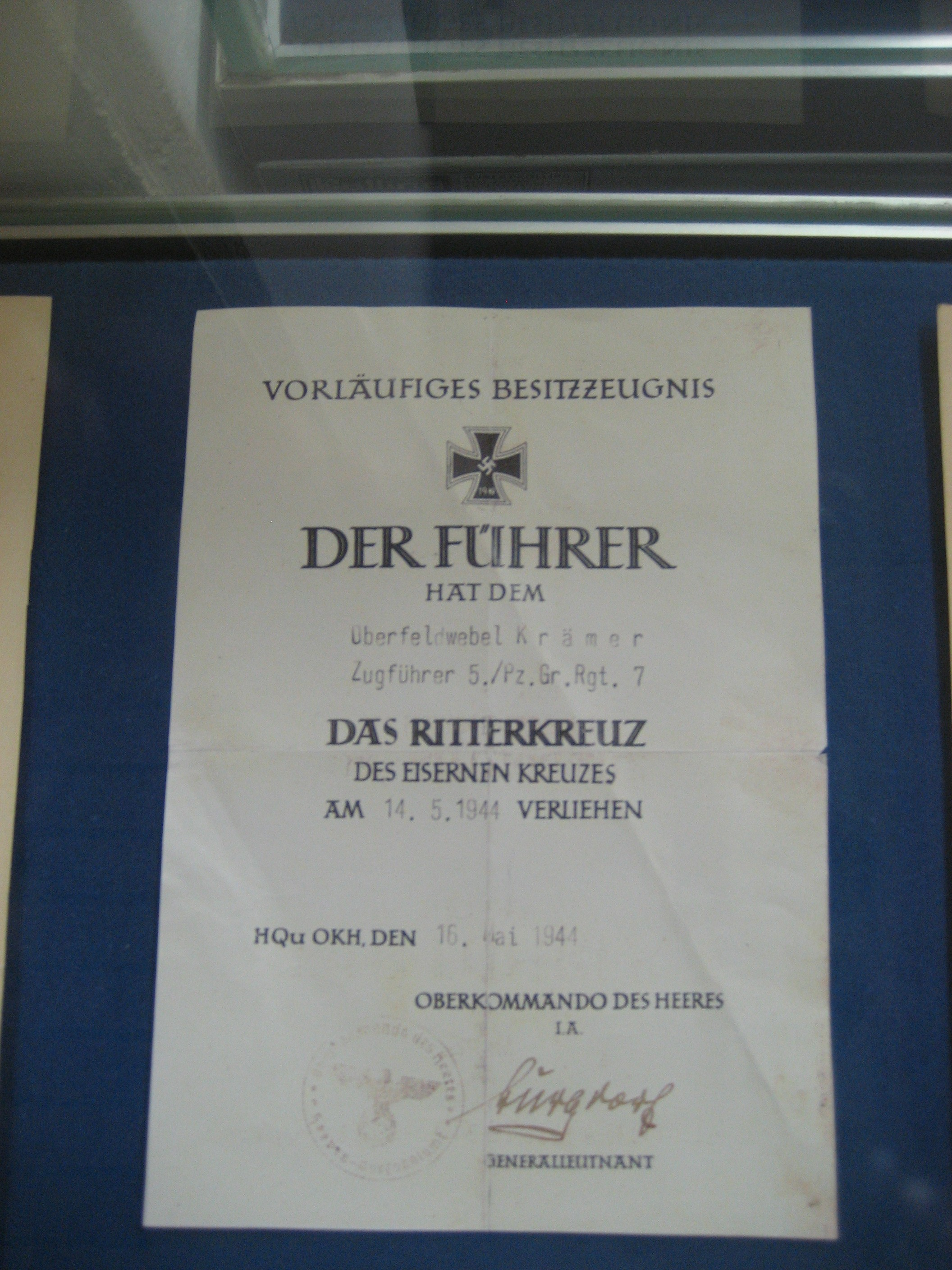
Сертифікат про нагородження Лицарським хрестом Залізного хреста

| Verordnung über die Erneuerung des Eisernen Kreuzes | Постанова про відновлення Залізного хреста |
| Nachdem ich mich entschlossen habe, das Deutsche Volk zur Abwehr gegen die ihm drohenden Angriffe zu den Waffen zu rufen, erneuere ich eingedenk der heldenmütigen Kämpfe, die Deutschlands Söhne in den früheren großen Kriegen zum Schutze der Heimat bestanden haben, den Orden des Eisernen Kreuzes. | Після того, як я ухвалив рішення закликати німецький народ до зброї на захист від загрози нападу та в пам'ять про героїчні бої, в яких билися сини Німеччини, захищаючи Батьківщину в попередніх великих війнах, ухвалюю відновити орден Залізного хреста. |
| Artikel 1 | Артикль 1 |
| Das Eiserne Kreuz wird in folgender Abstufung und Reihenfolge verliehen: Eiserne Kreuz 2. Klasse, Eiserne Kreuz 1. Klasse, Ritterkreuz des Eisernen Kreuzes, Großkreuz des Eisernen Kreuzes. | Нагородження Залізним хрестом провадити у такій послідовності та ступенями: Залізний хрест 2-го класу: Залізний хрест 1-го класу: Лицарський хрест Залізного хреста Великий хрест Залізного хреста |
| Artikel 2 | Артикль 2 |
| Das Eiserne Kreuz wird ausschließlich für besondere Tapferkeit vor dem Feind und für hervorragende Verdienste in der Truppenführung verliehen. Die Verleihung einer höheren Klasse setzt den Besitz der vorangehenden Klasse voraus. | Залізний хрест є нагородою, яка надається за проявлену хоробрість та відвагу на полі бою або за видатні успіхи воєначальників у керівництві військами під час бойових дій. Нагородження вищим ступенем здійснюється за умови нагородження попереднім ступенем Залізного хреста. |
| Artikel 3 | Артикль 3 |
| Die Verleihung des Großkreuzes behalte ich mir vor für überragende Taten, die den Verlauf des Krieges entscheidend beeinflussen. | Залишаю за собою право нагороджувати Великим хрестом Залізного хреста за видатні досягнення, які рішуче вплинули на хід війни. |
| Artikel 4 | Артикль 4 |
| Das Eiserne Kreuz 2. Klasse und das Eiserne Kreuz 1. Klasse gleichen in Größe und Ausführung den bisherigen mit der Abweichung, daß auf der Vorderseite das Hakenkreuz und die Jahreszahl 1939 angebracht sind. Die 2. Klasse wird an einem schwarz-weiß-roten Bande im Knopfloch oder an der Schnalle, die 1. Klasse ohne Band auf der linken Brustseite getragen. Das Ritterkreuz ist größer als das Eiserne Kreuz 2. Klasse. Es wird an einem schwarz-weiß-roten Bande am Halse getragen. Das Großkreuz ist etwa doppelt so groß wie das Eiserne Kreuz 2. Klasse. Es wird an einem breiteren schwarz-weiß-roten Bande am Halse getragen. | Залізні хрести 2-го та 1-го класу мають тотожній розмір та форму, як й попередні версії ордена, за винятком — у центрі нагороди зображення свастики та дати — 1939. Залізний хрест 2-го класу носиться на чорно-біло-червоній стрічці в петлиці або на застібці, 1-го класу без стрічки на лівому боці грудей. Лицарський хрест Залізного хреста більше за розміром, аніж Залізний хрест 1-го класу й носиться на шийній чорно-біло-червоній стрічці. Великий хрест Залізного хреста вдвічі більше за розміром ніж Залізний хрест 1-го класу, із золотою окантовкою замість срібної та носиться на широкій шийній чорно-біло-червоній стрічці. |
| Artikel 5 | Артикль 5 |
| Ist der Beliehene schon im Besitz einer oder beider Klassen des Eisernen Kreuzes des Weltkrieges, so erhält er an Stelle eines zweiten Kreuzes eine silberne Spange mit dem Hoheitszeichen und der Jahreszahl 1939 zu dem Eisernen Kreuz des Weltkrieges verliehen; die Spange wird beim Eisernen Kreuz 2. Klasse auf dem Bande getragen, beim Eisernen Kreuz 1. Klasse über dem Kreuz angesteckt. | У разі, якщо одержувач вже володіє одним або двома з класів Залізного хреста з Першої світової війни, то замість Хреста 2-го класу носиться срібна застібка для Залізного хреста світової війни з національною емблемою та датою нагородження 1939; 2-го класу застібка носять на стрічці, у разі 1-го класу вище хреста. |
| Artikel 6 | Артикль 6 |
| Der Beliehene erhält eine Besitzurkunde. | Кавалеру ордена вручається сертифікат нагороди. |
| Artikel 7 | Артикль 7 |
| Das Eiserne Kreuz verbleibt nach dem Ableben des Beliehenen als Erinnerungsstück den Hinterbliebenen. | Залізний хрест зберігається, як сімейна реліквія спадкоємцями одержувача після його кончини. |
| Artikel 8 | Артикль 8 |
| Die Durchführungsbestimmungen erläßt der Chef des Oberkommandos der Wehrmacht im Einverständnis mit dem Staatsminister und Chef der Präsidialkanzlei. Berlin, den 1. September 1939. | Положення про відновлення нагороди видане Верховним командуванням Збройних Сил у співпраці з рейхсміністром і начальником канцелярії президента. Берлін, 1 вересня 1939 |
| Der Führer Adolf Hitler | Фюрер Адольф Гітлер |
| Der Chef des Oberkommando der Wehrmacht\|Oberkommandos der Wehrmacht Wilhelm Keitel | начальник штабу Верховного головнокомандування збройними силами Німеччини Вільгельм Кейтель |
| Der Reichsminister des Innern Dr. Wilhelm Frick | рейхсміністр внутрішніх справ Доктор Вільгельм Фрік |
| Der Staatsminister und Chef der Präsidialkanzlei des Führers und Reichskanzlers Otto Meißner | рейхсміністр і голова президентської канцелярії фюрера Отто Мейснер |

30 вересня 1939 року А.Гітлером проведене перше нагородження тринадцяти кавалерів новітньої нагороди. Лицарський хрест за № 1 отримав командувач 8-ї польової армії генерал від інфантерії Йоганес Бласковіц.

### Лицарський хрест Залізного хреста з дубовим листям
Лицарський хрест Залізного хреста з дубовим листям утворений на основі акту (Reichsgesetzblatt I S. 849) від 3 червня 1940, який вносив доповнення до артиклів 1 та 4 Положення про відновлення Залізного хреста. Напередодні заснування вищого ступеня Лицарського хреста з дубовим листям, цієї нагороди були удостоєні тільки 124 військовики Вермахту. До початку масштабного вторгнення німецьких військ до Нідерландів, Бельгії та Франції кавалерами Лицарського хреста були лише 52 чоловіка. За кампанію травня 1940 чисельність удостоєних такої нагороди значно зросла й перед початком другої фази Французької кампанії — операції «Рот» — введено другий ступінь ордена.

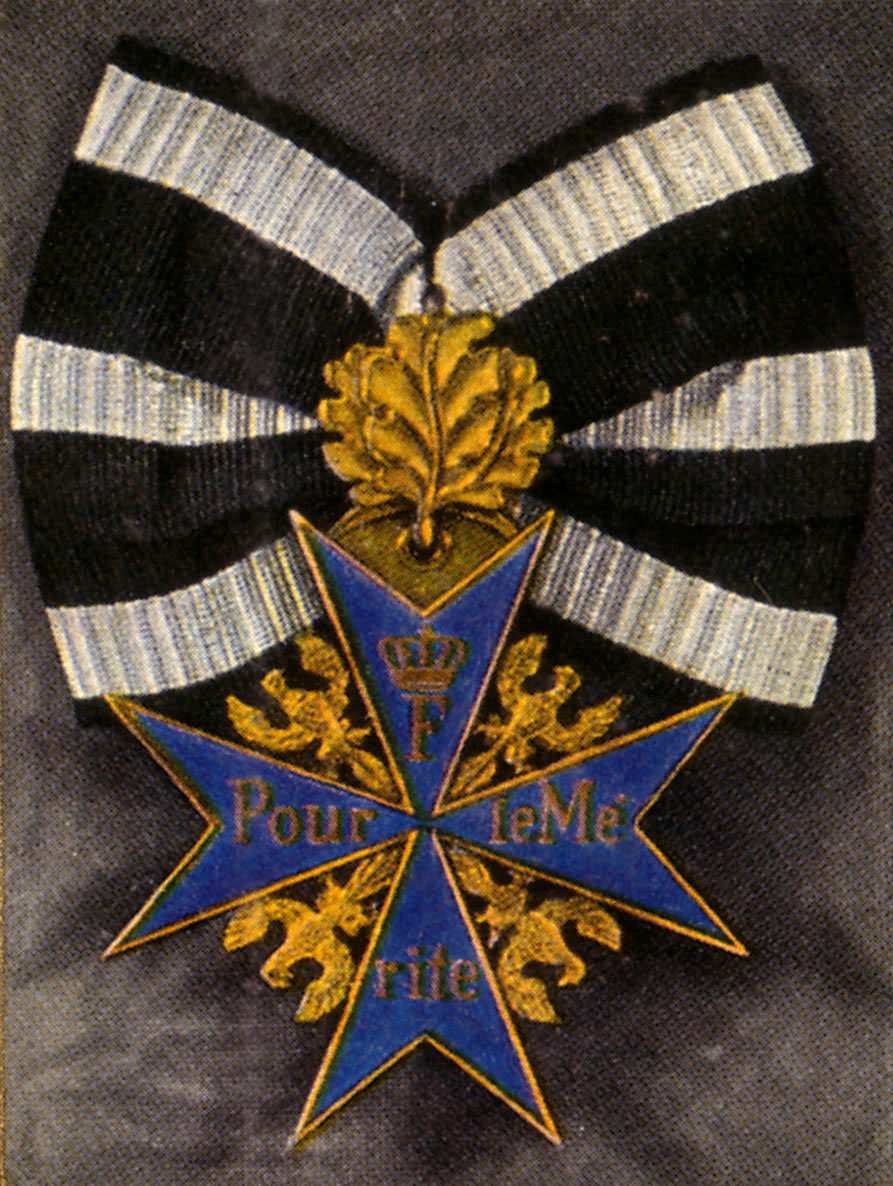
Прусський орден Pour le Mérite з дубовим листям

Критерії нагородження дубовим листям до Лицарського хреста залишалися ідентичними до попередніх, нагорода присвоювалася за героїзм, прояву мужності та сміливості в бою та видатні лідерські якості. Створення відзнаки у формі дубових листів не було чимось новим у системі нагороджень Німеччини, таку відмінність мали ще Залізні хрести та Великі хрести 1813 року. Золоті дубові листя до ордена мав другий за значністю прусський орден Червоного орла, який передував ордену Чорного орла Прусської держави. До ордена Червоного орла дубове листя додали указом короля Пруссії від 18 січня 1811 року. Також дубове листя додавалися до Залізного хреста, а з 9 жовтня 1813 року вони стали вищим ступенем до Pour le Mérite.
Прикраса становить невеликий кластер 2 см в діаметрі, що складається з трьох дубових листів, на якому центральний лист налягає на два нижніх листки. Перші дубові листя прикрашалися стилізованою літерою «L» на честь Луїзи Прусської. Виготовляється штампуванням з срібла 900 проби. Застібка матова, з країв і ребер центральних листів полірована. Офіційний виробник дубового листя виключно фірма «Gebrüder Godet & Co.» в Берліні. Компанія виробляла два варіанти дубового листя. Перший варіант випускався до середини 1943, потім почали випускати другий варіант, який був дещиця масивніше за перший.

Орденська планка
Орденська планка (варіант)
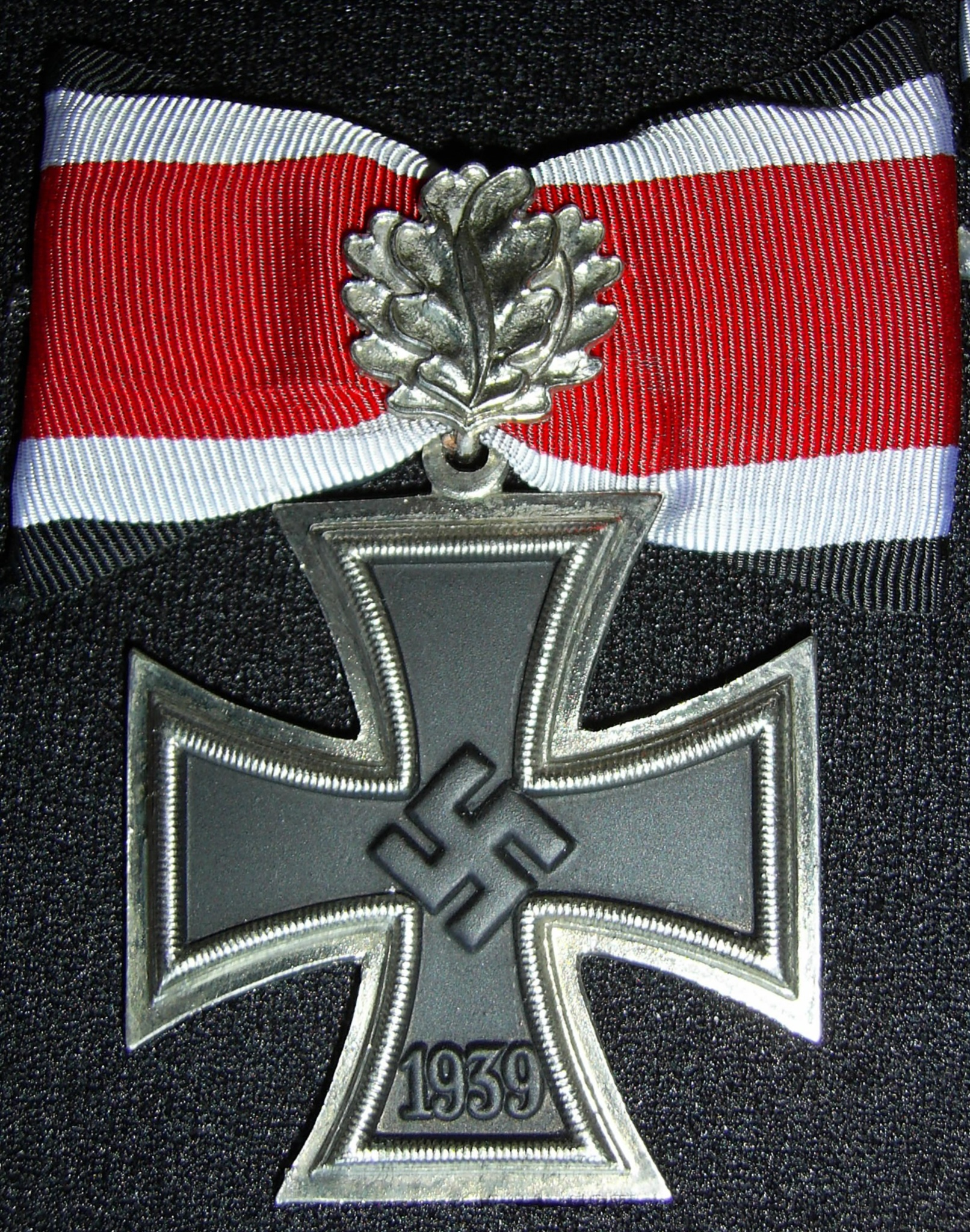
Лицарський хрест Залізного хреста з дубовим листям
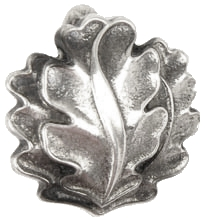
Дубове листя

| Gebrüder Godet & Co. Тип | Розміри | Розміри | Розміри | Матеріал   |
| Gebrüder Godet & Co. Тип | Висота  | Ширина  | Вага    | Матеріал   |
| ------------------------ | ------- | ------- | ------- | ---------- |
| Type 1—"L/50"            | 19,1 мм | 20,1 мм | 6,7 г   | Срібло 900 |
| Type 2—"21"              | 19,2 мм | 20,0 мм | 6,9 г   | Срібло 900 |

| Artikel 1 | Артикль 1 |
| Ritterkreuz des Eisernen Kreuzes mit Eichenlaub,                                                                                 | Лицарський хрест Залізного хреста з дубовим листям                                                                                               |
| Artikel 4 | Артикль 4 |
| Das Eichenlaub zum Ritterkreuz des Eisernen Kreuzes besteht aus drei silbernen Eichenblättern, die auf der Bandspange aufliegen. | Дубове листя до Лицарського хреста Залізного хреста виготовляються з трьох срібних дубових листків, що кріпляться до застібки на шийній стрічці. |

19 липня 1940 року Лицарським хрестом Залізного хреста з дубовим листям за № 1 був удостоєний командир гірського корпусу «Норвегія» генерал-лейтенант Едуард Дітль.

### Лицарський хрест Залізного хреста з дубовим листям та мечами
Лицарський хрест Залізного хреста з дубовим листям та мечами утворений на основі акту (Reichsgesetzblatt I S. 613) від 28 вересня 1941, який відповідно вносив нові доповнення до артиклів 1 та 4 Положення про відновлення Залізного хреста. Нагорода практично не відрізнялася від Лицарського хреста з дубовим листям, за винятком, в нижній частині основи листів розміщувалася пара схрещених мечів. Реверсна сторона прикраси була трохи більше; для додаткової міцності мечі були припаяні одночасно й до дубового листя й до кліпси. Мечі мали 24 міліметри завдовжки. Уся застібка дубове листя з мечами була 24,83 мм в ширину, 27,58 мм у висоту та мала вагу 9,03 г срібла 900 проби.
| «Цитадель» День Д |

Орденська планка
Орденська планка (варіант)
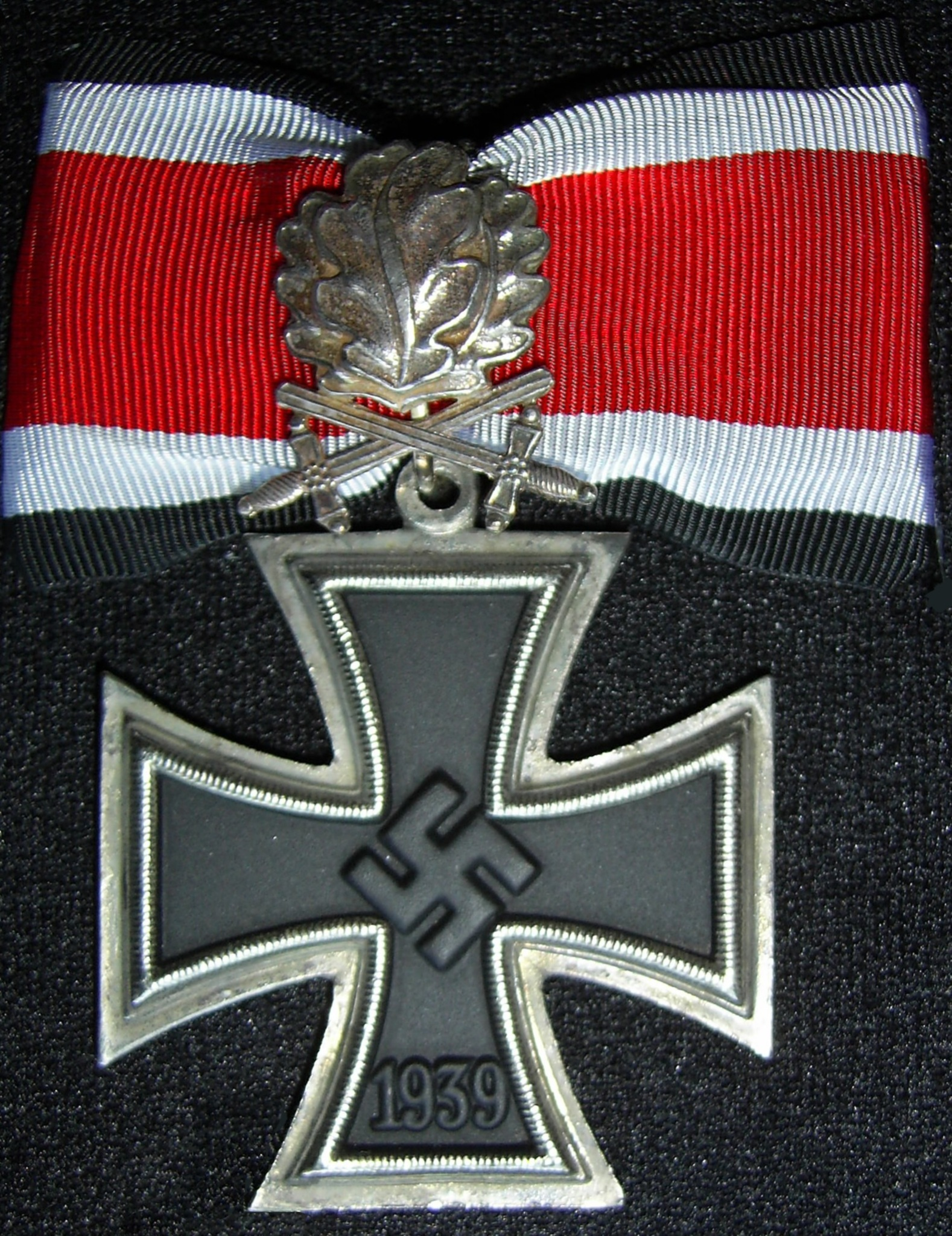
Лицарський хрест Залізного хреста з дубовим листям та мечами

Буквально напередодні початку операції «Барбаросса», 21 червня 1941 року сталося перше нагородження Лицарським хрестом Залізного хреста з дубовим листям та мечами. Ордена № 1 був удостоєний командир 26-ї винищувальної ескадри «Шлагетер» оберстлейтенант Адольф Галланд.
| Artikel 1 | Артикль 1 |
| Ritterkreuz des Eisernen Kreuzes mit dem Eichenlaub mit Schwertern, Ritterkreuz des Eisernen Kreuzes mit dem Eichenlaub mit Schwertern und Brillanten,                                                                         | Лицарський хрест Залізного хреста з дубовим листям та мечами: Лицарський хрест Залізного хреста з дубовим листям, мечами та діамантами                                                   |
| Artikel 4 | Артикль 4 |
| Das Eichenlaub mit Schwertern zeigt unter den drei silbernen Blättern zwei gekreuzte Schwerter. Bei dem Eichenlaub mit Schwertern und Brillanten sind die drei silbernen Blätter und die Schwertgriffe mit Brillanten besetzt. | Дубове листя та мечі виконані у вигляді застібки знизу трьох срібних листків. Відзнака дубове листя з мечами та діамантами має три дубові листка та руків'я мечів прикрашені діамантами. |

### Лицарський хрест Залізного хреста з дубовим листям, мечами та діамантами
Лицарський хрест Залізного хреста з дубовим листям, мечами та діамантами утворений, як і попередній ступінь ордена, на основі акта (Reichsgesetzblatt I S. 613) від 28 вересня 1941, який відповідно вносив нові доповнення до артиклів 1 та 4 Положення про відновлення Залізного хреста. Перша версія нагороди була виготовлена фірмою Gebrüder Godet & Co. в Берліні, й практично не відрізнялася від Лицарського хреста з дубовим листям з мечами, тільки поверхню прикрашали діаманти. Перші два екземпляри відзнаки отримали перші її кавалери легендарні льотчики-винищувачі В. Мьольдерс та А.Галланд. Потім виробництво нагороди перевели до фірми Otto Klein у Ханау. 30 серпня 1942 року Гордон Голлоб став першим кавалером виробленої цією компанії відзнаки з діамантами. Otto Klein виготовляла дві прикраси, одна, більш досконала, так звана A-застібка прикрашалася справжніми діамантами, та йшла до парадної форми кавалера, а друга, B-застібка зі стразами видавалася для повсякденного носіння нагородженим.

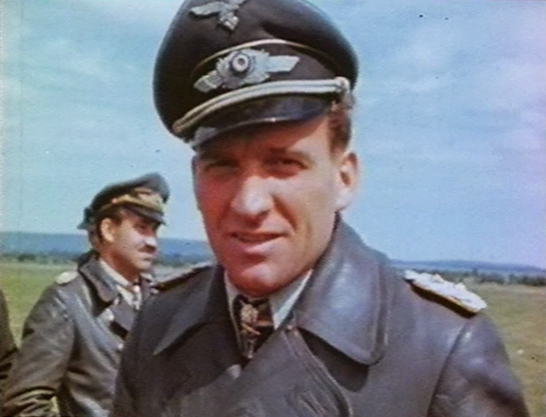
Єдиний кавалер Лицарського хреста Залізного хреста з Золотим дубовим листям, мечами та діамантами Ганс-Ульріх Рудель. На задньому плані — Адольф Галланд

15 липня 1941 року ас Люфтваффе В. Мьольдерс був удостоєний Лицарського хреста Залізного хреста з дубовим листям, мечами та діамантами за № 1 за свою 101-ту перемогу в повітрі, останні 28 з яких були здобуті під час перших 24-х днів війни з Радянським Союзом.
За час війни 27 чоловік були удостоєні діамантів до Лицарського хреста, троє з них нагороду отримати не встигли. Ганс-Йоахім Марсель був четвертим кавалером вищого ордена, але загинув через 29 днів після наказу про нагородження у авіаційній катастрофі, за кілька днів до урочистої церемонії вручення Лицарського хреста Залізного хреста з дубовим листям, мечами та діамантами. 26-й та 27-й кавалери, генерали танкових військ Карл Маус та Дітріх фон Заукен удостоєні вищої нагороди відповідно 15 квітня та 8 травня 1945 року, проте через надскладну ситуацію на фронті на руки відзнаку не отримали.

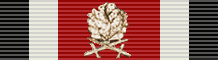
Орденська планка
Орденська планка (варіант)
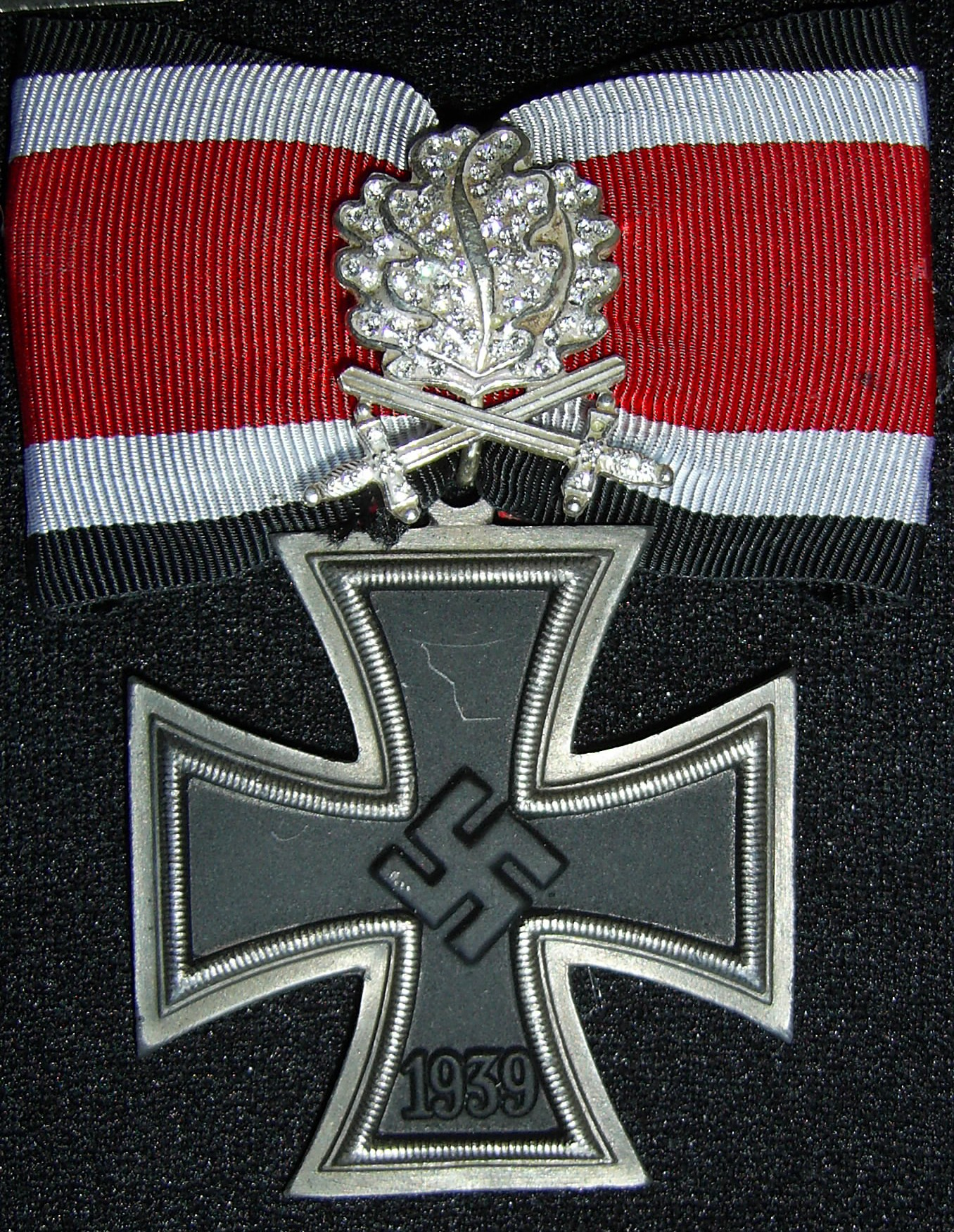
Лицарський хрест Залізного хреста з дубовим листям, мечами та діамантами

| Виробник             | Виробник             | Розміри | Розміри | Розміри | Конструкція | Конструкція |
| Виробник             | Виробник             | Висота  | Ширина  | Вага    | Матеріал    | Каміння     |
| -------------------- | -------------------- | ------- | ------- | ------- | ----------- | ----------- |
| Gebrüder Godet & Co. | Gebrüder Godet & Co. | 30,1 мм | 19,9 мм | 9,3 г   | срібло      | діаманти    |
| Otto Klein           | A-застібка           | 32,2 мм | 22,4 мм | 14,4 мм | платина     | діаманти    |
| Otto Klein           | B-застібка           | 33,3 мм | 22,5 мм | 9,0 г   | срібло      | стрази      |

### Лицарський хрест Залізного хреста з Золотим дубовим листям, мечами та діамантами
Лицарський хрест Залізного хреста з Золотим дубовим листям, мечами та діамантами утворений на основі акту (Reichsgesetzblatt 1945 I S. 11) від 29 грудня 1944, який відповідно вносив нові доповнення до артиклів 1 та 4 Положення про відновлення Залізного хреста. Фірма-виготовлювач Otto Klein зробила шість екземплярів Золотого дубового листя з мечами та діамантами та передала їх до Президентської канцелярії. Кожний комплект складався з двох застібок, A-застібка вагою 13,2 грама вироблялася із золота 740 проби (18 каратів) та мала 58 діамантів , B-застібка — з золота 585 проби (14 каратів) та 68 сапфірами. Нагороду виготовляли вручну майстри фірми. Кожен з п'ятдесяти восьми діамантів був ручного огранювання. Гітлер мав намір обмежити кількість нагороджених максимум дванадцятьма, але через військові поразки, які частіше за все траплялися в цей період війни, офіційним власником цієї нагороди так і залишився всього один чоловік.
1 січня 1945 року Лицарський хрест Залізного хреста з Золотим дубовим листям, мечами та діамантами був урочисто вручений найкращому пілоту-асу Гансу-Ульріху Руделю, решта нагород передана у палац Шлосс-Клессгайму в Австрії поблизу Зальцбурга, де в останні дні війни їх захопити військовики 3-ї американської піхотної дивізії.

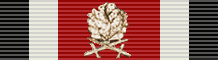
Орденська планка
Орденська планка (варіант)
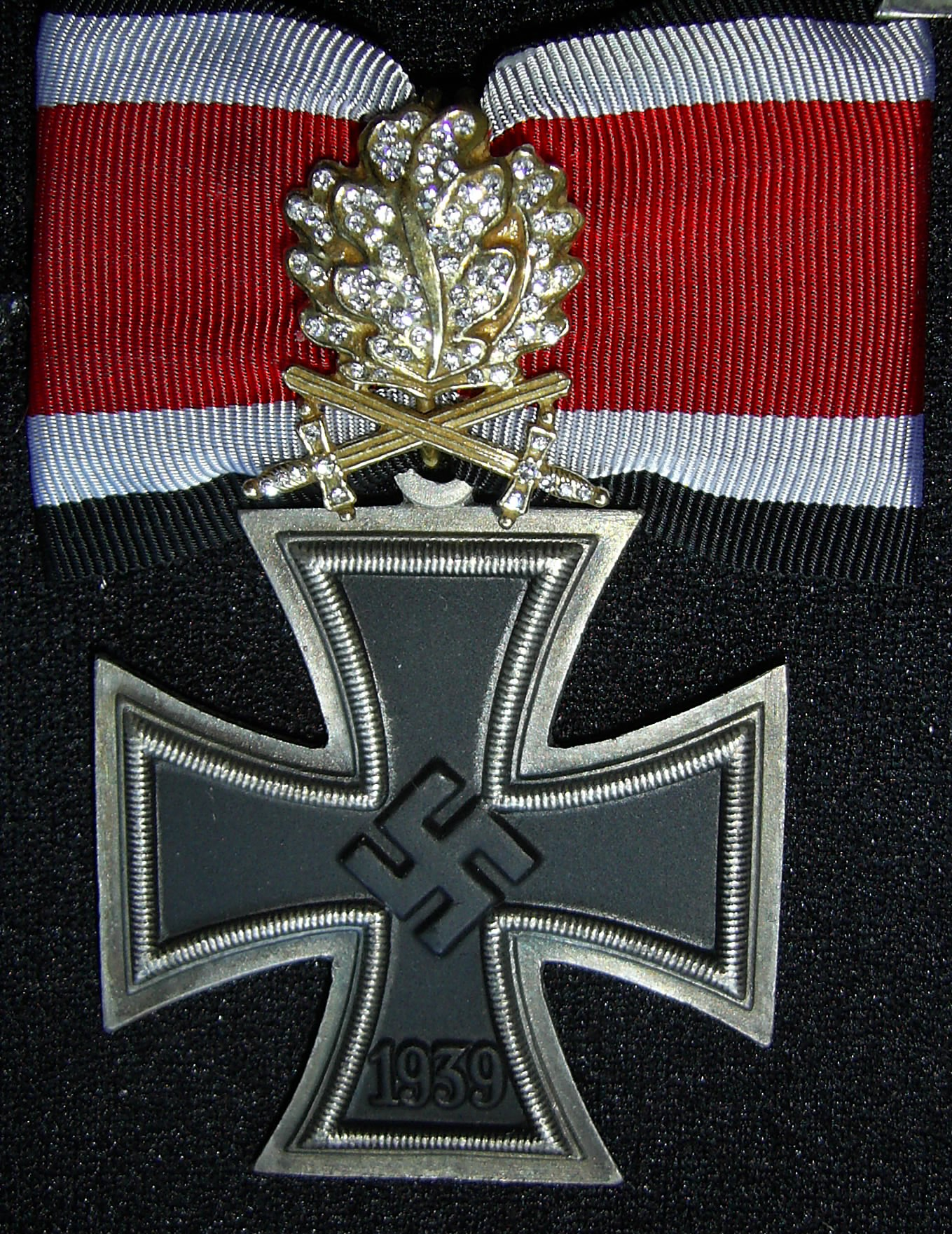
Лицарський хрест Залізного хреста з Золотим дубовим листям, мечами та діамантами
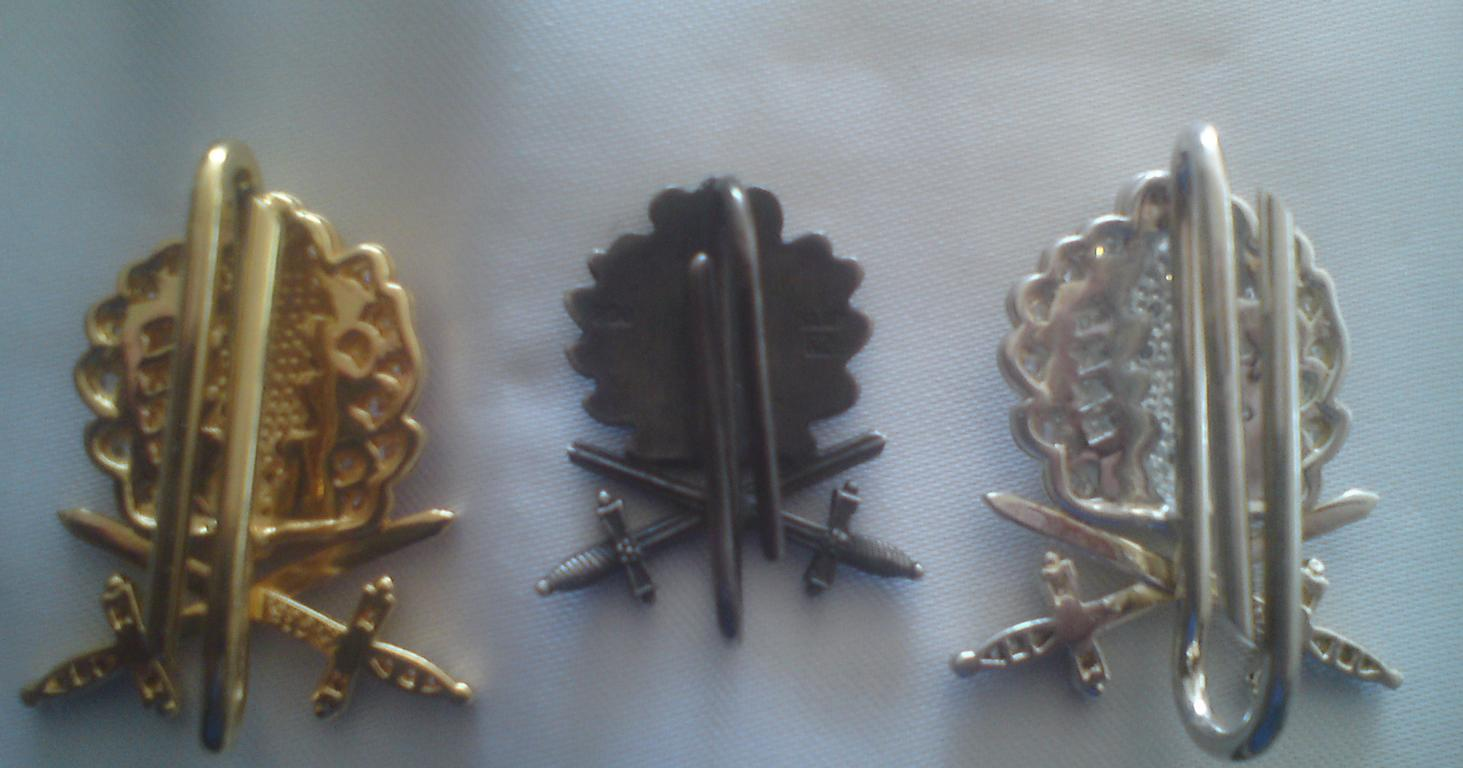
Прикраса Золоте дубове листя з мечами та діамантами (реверс)

| Artikel 1 | Артикль 1 |
| Ritterkreuz des Eisernen Kreuzes mit dem Goldenen Eichenlaub mit Schwertern und Brillanten, | Лицарський хрест Залізного хреста з Золотим дубовим листям, мечами та діамантами |
| Artikel 2 | Артикль 2 |
| Das Ritterkreuz des Eisernen Kreuzes mit dem Goldenen Eichenlaub mit Schwertern und Brillanten wird nur zwölf mal verliehen, um höchstbewährte Einzelkämpfer, die mit allen Stufen des Ritterkreuzes des Eisernen Kreuzes ausgezeichnet sind, vor dem Deutschen Volke besonders zu ehren. | Кавалерами Лицарського хреста Залізного хреста з Золотим дубовим листям, мечами та діамантами можуть стати лише дванадцять чоловік, найбільш відважних військовослужбовців, подвиги яких відзначені усіма ступенями Лицарського хреста ордена Залізного хреста. |
| Artikel 4 | Артикль 4 |
| Bei dem Goldenen Eichenlaub mit Schwertern und Brillanten sind die drei Blätter und die Schwerter in Gold ausgeführt und wie bei dem silbernen Eichenlaub mit Brillanten besetzt. | Прикраса Золоте дубове листя з мечами та діамантами має три листя і мечі зроблені із золота і прикрашені дорогоцінними каменями. |

## Кавалери Лицарського хреста Залізного хреста

### Розподіл кавалерів по роках нагородження
| Рік  | Кількість нагороджень | У т.ч.посмертно |
| ---- | --------------------- | --------------- |
| 1939 | 26                    | 0               |
| 1940 | 448                   | 9               |
| 1941 | 787                   | 34              |
| 1942 | 975                   | 68              |
| 1943 | 1422                  | 136             |
| 1944 | 2468                  | 240             |
| 1945 | 1195                  | 94              |

### Розподіл кавалерів по видах та родах військ

#### Сухопутні війська (Гір)

##### Піхотні, гірські та кавалерійські дивізії
- 3157 нагороджень військовослужбовців піхотних дивізій (2891 — хрест, 250 — дубове листя, 15 — мечів і 1 — діаманти);
- 177 нагороджень військовослужбовців гірських дивізій (166 — хрестів і 11 — дубове листя);
- 29 нагороджень військовослужбовців кавалерійських дивізій (24 — хрести, 4 — дубове листя і 1 — мечі);

Разом — 3363 нагородження або 40 % від всіх нагороджень.
Перші нагородження відбулись 27 жовтня 1939 року, коли Лицарські хрести отримали:
- генерал-лейтенант Фрідріх Ольбріхт — командир 24-ї піхотної дивізії;
- генерал-лейтенант Курт фон Брізен — командир 30-ї піхотної дивізії;
- генерал-майор Людвіг Кюблер — командир 1-ї гірської дивізії;
- оберст Август Шмідт;
- оберлейтенант Дітріх Штайнгардт;
- лейтенант Йозеф Штольц.

Перше нагородження дубовим листям у цих частинах відбулось 10 серпня 1941 року (листя отримав командир 5-го розвідувального батальйону 5-ї піхотної дивізії ротмістр Хорст Німак), друге — 21 жовтня 1941 року (листя отримав командир 89-го піхотного полку 12-ї піхотної дивізії барон Курт Юрген фон Лютцов).
Першим мечі отримав командир 385-ї піхотної дивізії генерал-майор Карл Айбль (19 грудня 1942; № 21), другим — командир 3-го батальйону 123-го гренадерського полку майор Еріх Беренфенгер (23 січня 1944; № 45).
Діаманти першим отримав командир 340-ї фольксгренадерської дивізії генерал-майор Теодор Тольсдорф (18 березня 1945; № 25).
Абсолютна більшість нагороджених були генералами і офіцерами, серед них було лише шестеро рядових:
- гренадер Гюнтер Гальм (29 липня 1942) — навідник протитанкової гармати штабної роти 104-го моторизованого полку 21-ї танкової дивізії;
- гренадер Карл Орт (3 березня 1944) — військовослужбовець 13-ї (роти полкової артилерії) 453-го гренадерського полку 253-ї піхотної дивізії;
- гренадер Баптист Купфер (25 липня 1944) — кулеметник 4-ї (кулеметної) роти 544-го гренадерського полку 389-ї піхотної дивізії;
- єгер Ганс Зіглер (12 серпня 1944) — кулеметник 5-ї роти 49-го єгерського полку 28-ї єгерської дивізії;
- будівельник-сапер Юстус Юргенсен (5 лютого 1945) — військовослужбовець 5-ї роти 3-го будівельно-саперного запасного і навчального батальйону;
- гренадер Карл Лампарт (14 квітня 1945) — військовослужбовець 5-ї роти 587-го гренадерського полку 320-ї фольксгренадерської дивізії.

Серед нагороджених Лицарським хрестом з дубовим листям було 12 унтер-офіцерів, при цьому 10 з них мали звання обер-фельдфебеля.
Наймолодшим званням, яке носили кавалери Лицарського хреста з дубовим листям і мечами, було звання майора.
Лицарські хрести під час війни отримали представники 254 піхотних дивізій, найбільше нагород отримали представники 7-ї (52 нагородження, в тому числі — 5 дубове листя), 28-ї (51 нагородження) і 8-ї (50 нагороджень) піхотних дивізій.
У гірських військах хрести отримали представники 8 дивізій, а перші 3 місця зайняли 4-та (38 нагороджень, у тому числі 2 дубових листя), 1-ша (38 нагороджень) і 3-тя (34 нагородження) гірські дивізії.

#### Військово-морські сили (Кріґсмаріне)
На кріґсмаріне припала найменша кількість нагороджень Лицарським хрестом, оскільки це був найменш чисельний рід військ вермахту — 378, з них 318 нагороджень хрестом, 53 — дубовим листям, 5 — мечами і 2 — діамантами.
Першим кавалером став головнокомандувач ВМФ гросс-адмірал Еріх Редер (30 вересня 1939). Серед нагороджених вищими ступенями ордена першими завжди були підводники.
Моряки-підводники, які воювали на 123 човнах, були нагороджені 180 разів: 145 хрестів, 28 дубових листь, 5 мечів та 2 діаманти. Першим кавалером-підводником (і другим після Редера) став капітан-лейтенант Гюнтер Прін (18 жовтня 1939), другим — командир підводного човна U-48 капітан-лейтенант Герберт Шульце (1 березня 1940). Дубове листя першим отримав Гюнтер Прін (20 жовтня 1940), другим — командир підводного човна U-99 капітан-лейтенант Отто Кречмер (4 листопада 1940). Мечі першим отримав Отто Кречмер (29 грудня 1941). Діаманти першим отримав каомандир підводного човна U-181 Вольфґанґ Лют (9 серпня 1943), другим — капітан 3-го рангу Альбрехт Бранді (24 листопада 1944).
На решту категорій човнів припало небагато нагород:
- екіпажі великих надводних кораблів отримали — 8 хрестів;
- екіпажі допоміжних крейсерів (рейдерів) — 8 хрестів і 3 дубових листків;
- екіпажі торпедних катерів — 24 хрести і 8 дубових листків;
- екіпажі катерів-тральщиків — 18 хрестів;
- екіпажі міноносців — 10 хрестів і 1 дубове листя;
- екіпажі ескадрених міноносців — 11 хрестів.

Керівництво ВМФ отримало 29 хрестів і 7 дубових листків. Хрест першим отримав Еріх Редер, дубове листя — його наступник, гросс-адмірал Карл Деніц (6 квітня 1943).
Масові нагородження службовців кріґсмаріне не відбувались. Найбільше нагороджень відбулось 31 грудня 1941 року: 3 моряків отримали хрести і ще 3 — дубове листя.

#### Повітряні сили (Люфтваффе)
Для Люфтваффе, як і у випадку із Залізним хрестом, існувала спеціальна система балів або «пунктів». Але якщо для нагородження Залізним хрестом 1 класу достатньо було набрати 5 пунктів, то для нагородження Лицарським хрестом Залізного хреста потрібну було мати не менше 40 пунктів. Наприклад, 0,5 пункту давали за знищення одномоторного літака, 1 пункт — за 1 винищувач, 3 пункту — за чотирьохмоторний бомбардувальник і т. ін. Нічні перемоги оцінювались вдвічі вище. Оцінювання кількості збитих літаків також залежала від фронту (Західний, Африканський, Східний). Якщо на Західному фронті Лицарський хрест давали за 16 збитих літаків, то на Східному — за 100. Це було пов'язано зі слабкішою професійною підготовкою радянських льотчиків. У російських джерелах час від часу наводяться думки про помилковість підрахунків перемог у Люфтваффе на Східному фронті.

## Денацифікація

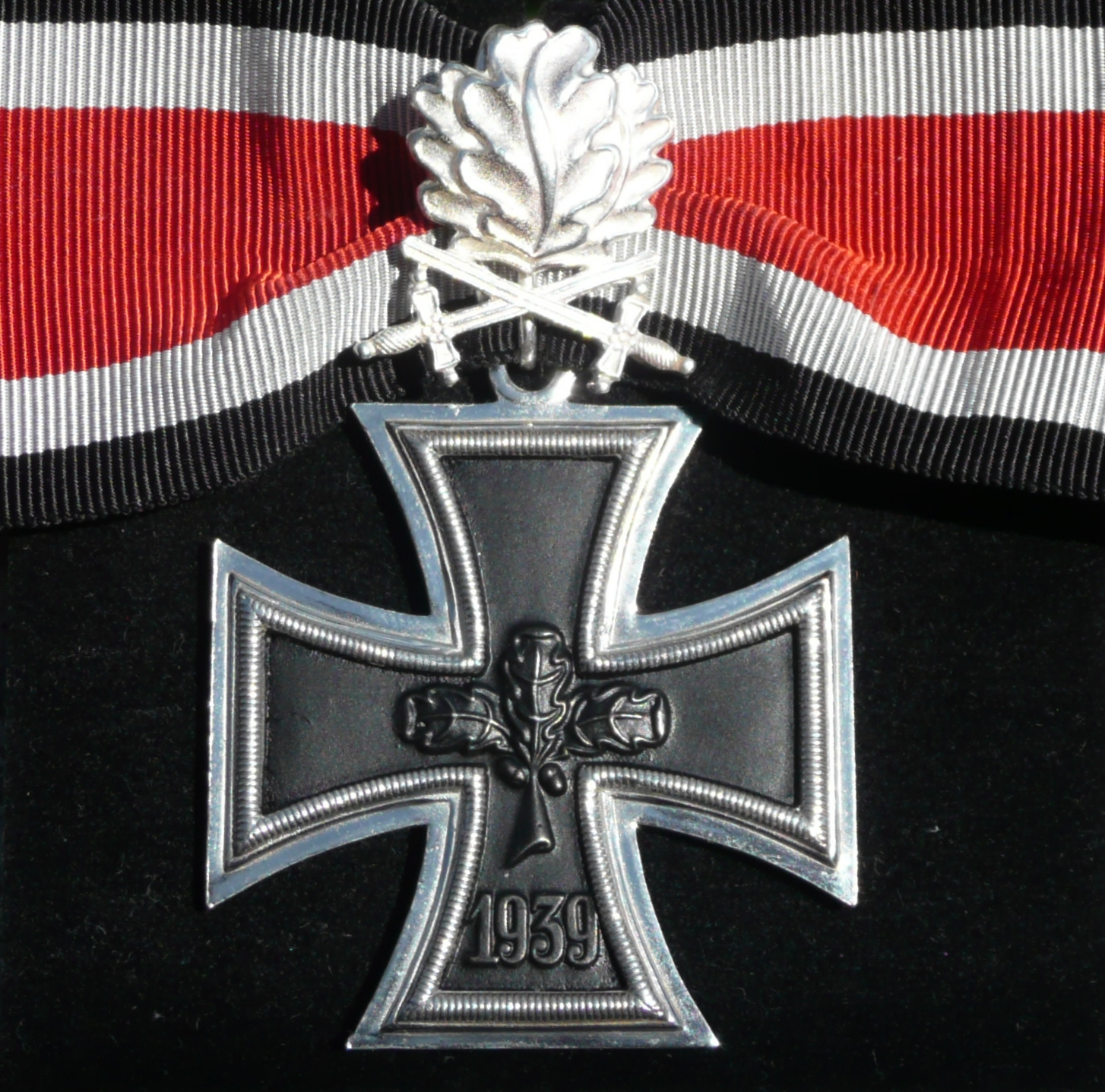
Денацифікований Лицарський хрест Залізного хреста

Після війни у зв'язку з денацифікацією зображення свастики та її публічний показ стали протизаконними. Це стосувалося і нагород з її зображенням. У 1957 році німецьке законодавство дозволило знову носити перероблені нагороди, отримані під час Другої світової війни, але всі нацистські символи з нагород були прибрані. Лицарський хрест Залізного хреста за версією 1957 року втратив свастику в центрі аверсу, а замість неї там з'явилися три дубових листки з парою жолудів.